# Figularia
Figularia is een mosdiertjesgeslacht uit de familie van de Cribrilinidae en de orde Cheilostomatida. De wetenschappelijke naam ervan is in 1886 voor het eerst geldig gepubliceerd door Jules Jullien.

## Soorten
- Figularia capitifera (Canu & Bassler, 1929)
- Figularia carinata (Waters, 1923)
- Figularia clithridiata (Waters, 1887)
- Figularia contraria Lagaaij, 1963
- Figularia dimorpha Figuerola, Gordon & Cristobo, 2018
- Figularia figularis (Johnston, 1847)
- Figularia fissa (Hincks, 1880)
- Figularia fissurata Canu & Bassler, 1929
- Figularia hilli Osburn, 1950
- Figularia japonica Silén, 1941

- Figularia jucunda Canu & Bassler, 1929
- Figularia mernae Uttley & Bullivant, 1972
- Figularia ortmanni Silén, 1941
- Figularia pelmatifera Gordon, 1984
- Figularia philomela (Busk, 1884)
- Figularia pulcherrima Tilbrook, Hayward & Gordon, 2001
- Figularia quaylei Powell, 1967
- Figularia speciosa (Hincks, 1881)
- Figularia tahitiensis (Waters, 1923)
- Figularia triangula Powell, 1967

Niet geaccepteerde soorten:
- Figularia ampla Canu & Bassler, 1928 → Vitrimurella ampla (Canu & Bassler, 1928)
- Figularia biporosa (Okada, 1923) → Reginella biporosa (Okada, 1923)
- Figularia discors Hayward & Taylor, 1984 → Inferusia discors (Hayward & Taylor, 1984)
- Figularia gemina Tilbrook, 2006 → Vitrimurella gemina (Tilbrook, 2006)
- Figularia huttoni Brown, 1952 → Valdemunitella huttoni (Brown, 1952)
- Figularia lepida Hayward, 1988 → Vitrimurella lepida (Hayward, 1988)